# Transformers: Armada
Transformers: Armada, (llamada originalmente Chō Robot Semetai Transformers: Micron Densetsu (超ロボット生命体トランスフォーマー マイクロン伝説?  Transformers Armada: La Leyenda de los Mini-Cons) es una serie de anime creada por Hidehito Ueda. Fue la primera serie que hizo en cooperación con la compañía estadounidense de juguetes Hasbro. Tiene relación con la trama de la serie original. Se estrenó el 7 de junio de 2003 en Latinoamérica.
Los Autobots y los Decepticons se enfrentan en una lucha para controlar Cybertron, su planeta de origen. Captaron una señal de otro mundo revelándoles la existencia de los robots Mini-Cons, una raza olvidada de Transformers que se despertó después de siglos de hibernación en el planeta Tierra. Los Autobots y los Decepticons llegan a la Tierra, cada cual con la esperanza de descubrir primero a los legendarios Mini-Cons, ya que una alianza con estos últimos significaría nuevas y poderosas habilidades. El destino de la Tierra y del universo entero depende de quien controlará estas pequeñas máquinas.

## Reparto
| Personaje                 | Actor de voz original (EE. UU.) | Actor de doblaje (Hispanoamérica)                          |
| ------------------------- | ------------------------------- | ---------------------------------------------------------- |
| Rad                       | Kirby Morrow                    | Juan Carlos Vázquez                                        |
| Carlos                    | Matt Hill                       | Víctor Díaz                                                |
| Alexis                    | Tabitha St. Germain             | Rebeca Aponte                                              |
| Billy                     | Andrew Francis                  | Rolman Bastidas                                            |
| Fred                      | Tony Sampson                    | Juan Guzmán                                                |
| Jetfire                   | Scott McNeil                    | Alex Orozco                                                |
| Optimus Prime             | Gary Chalk                      | Luis Miguel Pérez                                          |
| Alerta Roja               | Brian Dobson                    | Rubén Pérez                                                |
| Hot Shot                  | Brent Miller                    | Ezequiel Serrano                                           |
| Smokescreen/Hoist         | Dale Wilson                     | Luis Lugo                                                  |
| Megatron/Galvatron        | David Kaye                      | Frank Maneiro                                              |
| Starscream/Thundercracker | Michael Dobson                  | Luis Carreño                                               |
| Thrust                    | Colin Murdock                   | Gonzalo Fumero                                             |
| Demolishor                | Alvin Sanders                   | Guillermo Martínez                                         |
| Cyclonus                  | Don Brown                       | Frank Carreño (hasta el episodio 27) Renzo Jiménez (resto) |
| Scavenger                 | Ward Perry                      | Rubén León                                                 |
| Blurr                     | Brian Drummond                  | José Méndez                                                |
| Sideswipe                 | Sam Vincent                     | Héctor Indriago                                            |
| Sideways                  | Paul Dobson                     | Johnny Torres                                              |
| Nemesis Prime             | Paul Dobson                     | Juan Guzmán                                                |
| Unicron                   | Mark Acheson                    | Johnny Torres                                              |

## Episodios
- 01- Primer Encuentro
- 02- Metamorfosis
- 03- Base
- 04- Camarada
- 05- Soldado
- 06- Jungla
- 07- Feria
- 08- Palacio
- 09- Confrontación
- 10- Subterráneo
- 11- Ruinas
- 12- Prehistoria
- 13- Ataque Sorpresa
- 14- En Desventaja
- 15- Tempestad
- 16- Crédulo
- 17- Conspiración
- 18- Confianza
- 19- Vacaciones
- 20- Refuerzo
- 21- Batalla Decisiva
- 22- Promesa
- 23- Rebelión
- 24- Persecución
- 25- Estratega
- 26- Conexión
- 27- Detección
- 28- Despertar
- 29- Desesperado
- 30- Fugitivo
- 31- Pasado, Parte 01
- 32- Pasado, Parte 02
- 33- Sacrificio
- 34- Regeneración
- 35- Rescate
- 36- Marte
- 37- Ruptura
- 38- Amenaza
- 39- Crisis
- 40- Remordimientos
- 41- Partida
- 42- Milagro
- 43- Marioneta
- 44- Sublevación
- 45- Huida
- 46- A La Deriva
- 47- Portento
- 48- Obstáculo
- 49- Alianza
- 50- Unión
- 51- Origen
- 52- Combate Mortal

## Mini-Cons
Fueron vendidos en paquetes de 3. Cada equipo tenía un tema. Eran un poco más grandes en relación con los Micromasters, pero caracterizaban una mejor articulación y complejidad 
 Equipo de Acción Callejera 
- Grindor
- High Wire
- Sureshock

Se combinan para formar al robot Perceptor
Equipo de Defensa Aérea
- Jetstorm
- Runway
- Sonar

Se combinan para formar la espada Star Saber
Equipo de Destrucción
- Buzzsaw
- Drill Bit
- Dualor

Se combinan con el Decepticon Cyclonus
Equipo Militar Terrestre
- Bonecrusher
- Knock Out
- Wreckage

Traen lanzamisiles
Equipo de Velocidad Callejera
- Backtrack
- Oval
- Spiral

Equipo de Carreras
- Dirt Boss
- Downshift
- Mirage

Se combinan para formar el escudo Skyboom.
Equipo de Aventuras
- Dune Runner
- Iceberg
- Ransack

Equipo Espacial
- Astroscope
- Payload
- Sky Blast

Se combinan para formar el rifle Requiem Blaster.
Equipo de Asalto Aéreo
- Jetstorm
- Runway
- Sonar

Se combinan para formar la espada Star Saber. Repintados del Equipo Aéreo.
Equipo de Ataque Nocturno
- Broadside
- Fetch
- Scattor

Repintados del Land Military Team.
Equipo Militar Aéreo
- Gunbarrel
- Terradive
- Thunderwing

Poseen un tercer modo de arma.
Equipo de Emergencia
- Firebot
- Makeshift
- Prowl

Poseen un tercer modo de arma. Tuvieron una versión repintada.
Equipo de Asalto de Carreteras
- Dirt Boss
- Downshift
- Mirage

Repintados del Equipo de Carreras. Se combinan para formar el escudo Skyboom.
Equipo de Destrucción de Carreteras
- Buzzsaw
- Drill Bit
- Dualor

Repintados del Equipo de Destrucción. Cada uno lleva partes móviles que se activan al combinarlo con Cyclonus o desplazando al Mini-Con por una superficie en modo vehículo.
Equipo Marítimo
- Oceanglide
- Stormcloud
- Waterlog

Traen lanzamisiles. Tuvieron una versión repintada.

## Autobots
Super-con (deluxe)
- Hot Shot con Mini-Con Jolt
- Smokescreen con Mini-Con Liftor
- Optimus Prime con Mini-Con Sparkplug
- Blurr con Mini-Con Incinerator
- Sideswipe con Mini-Con Nightbeat
- Rhinox con Mini-Con Armorhide
- Hoist con Mini-Con Refute
- Airazor con Mini-Con Nightscream
- Powerlinx Hot Shot con Mini-Con Jolt
- Cheetor con Mini-Con Cliffjumper

Max-con (mega)
- Red Alert con Mini-Con Longarm
- Scavenger con Mini-Con Rollbar
- Overload con Mini-Con Rollout
- Powerlinx Red Alert con Mini-Con Longarm

Giga-con (ultra)
- Jetfire con Mini-Con Comettor
- Powerlinx Jetfire con Mini-Con Comettor

Super Base
- Optimus Prime con Mini-Con Sparkplug
- Powerlinx Optimus Prime con Mini-Con Corona Sparkplug

Role-play
Laserbeak
Deluxe Role-play
- Espada Star Saber

## Decepticons
Super-con (deluxe)
- Demolishor con Mini-Con Blackout
- Cyclonus con Mini-Con Crumplezone
- Thrust con Mini-Con Inferno
- Wheeljack con Mini-Con Wind Sheer
- Terrorsaur con Mini-Con Ironhide
- Powerlinx Thrust con Mini-Con Inferno
- Powerlinx Cyclonus con Mini-Con Crumplezone
- Powerlinx Demolishor con Mini-Con Blackout

Max-con (mega)
- Starscream con Mini-Con Swindle
- Thundercracker Mini-Con con Zapmaster
- Skywarp con Mini-Con Thunderclash
- Predacon con Mini-Cons Side Burn & Skid-Z

Giga-con (ultra)
- Megatron con Mini-Con Leader-1
- Galvatron con Mini-Con Clench
- Tidal Wave con Mini-Con Ramjet

Deluxe Role-play
- Espada Dark Saber

## Otros
Super-con (deluxe)
- Sideways con Mini-Cons Rook y Crosswise
- Nemesis Prime con Mini-Con Run-Over

Supreme
- Unicron con Mini-Con Dead End

## Cybertron(nombre japonés de los autobots y maximales)
- MC-01 Convoy con Micron Prime
- MC-02 Ratchet con Micron Hook
- MC-03 Hot Rod con Micron Jolt
- MC-04 Grapp con Micron Lift
- MC-05 Cyberhawk
- MC-06 STD Convoy con Micron Surge
- MC-07 Devastatar con Micron Dirty
- MC-08 Silverbolt con Micron Turbo
- MC-09 Jetfire con Micron Sonar
- MC-10 Stepper con Micron Cha
- MC-11 Grapp super modo con Micron Spark Lift
- MC-12 Ratchet S con Micron Spark Hook
- MC-13 Hot Rod S con Micron Spark Jolt
- MC-14 Ultra Magnus con Micron Magnus

## Destron (nombre japonés de los decepticons y predacons)
- MD-01 Megatron con Micron Barrel
- MD-02 Starscream con Micron Grid
- MD-03 Ironhide con Micron Search
- MD-04 Sandstorm con Micron Cannon
- MD-05 Thrust con Micron Thunder
- MD-06 Shockwave con Micron Sonic
- MD-07 Rampage con Micron Hawk
- MD-08 Megatron S con Micron Spark Barrel
- MD-09 Starscream S con Micron con Spark Grid
- MD-10 Ironhide S con Micron con Spark Search

## Micron(mini-cons en el occidente)
- MM-01 Street Action Micron
- MM-02 Air Defense Micron
- MM-03 Land Military Micron
- MM-04 Destruction Micron
- MM-05 Race Micron
- MM-06 Street Speed Micron
- MM-07 Air Defense Micron Ex-Dimensions
- MM-08 Land Military Micron Ex-Dimensions
- MM-09 Destruction Micron Ex-Dimensions
- MM-10 Race Micron Ex-Dimensions
- MM-11 Air Military Micron
- MM-12 Air Military Micron Ex-Dimensions
- MM-13 Space Micron
- MM-14 Space Micron Ex-Dimensions
- MM-15 Sea Micron
- MM-16 Adventure Micron
- MM-17 Air Assault Micron
- MM-18 Sea Micron Ex-Dimensions
- MM-19 Adventure Micron Ex-Dimensions
- MM-20 Emergency Micron
- MM-21 Emergency Micron Ex-Dimensions

- MX-00 Unicron con Bug
- MX-01 Doubleface

## Packs
- MS-01 Hotrod & Air Defense Micron
- MS-02 Grapp & Race Micron
- MS-03 Ironhide & Land Military Micron
- MS-04 Sandstorm & Destruction Micron
- MS-05 Silverbolt & Street Speed Micron
- MS-06 Thrust & Air Millitary Micron
- MS-07 Grapp super mode & Adventure Micron
- MS-08 Rampage & Air Assault Micron

## Crítica
Transformers Armada, fue ampliamente criticada por un doblaje inepto por parte de Voice Box Productions empresa de Canadá (la encargada del doblaje de toda la trilogía de Unicron) debido a cambios deliberados por los guionistas que contradicen lo que ocurre en pantalla, el diálogo redundante y la animación incompleta con la cual el doblaje se vio obligado a trabajar con resultados decepcionantes, donde hasbro queriendo sacar la serie para coincidir con la línea de juguetes. además de que se confunden constantemente los nombres de varios personajes, mayormente los mini-cons y algunos personajes como Hot Shot y Tidal Wave en ocasiones siendo referidos por sus nombres japoneses (Hot Rod y Shock Wave respectivamente) por no adaptar el guion de la versión original adecuadamente.

## Estrenos Internacional
- México Televisa Regional
  -  Italia: Fox Kids, Super 3, Telenuovo, NuovaRete, K2 y Frisbee